# Ringang
(Chhangngöpa) Ringang, correcter geschreven als Rinchhengang, persoonsnaam (Chang Ngopa) Rinzin Dorje (1901/1904 - 23 maart 1945) was een Tibetaans politicus en ingenieur. Hij was afkomstig uit de Tibetaanse adel.

## Familie
Hij was de tweede zoon van Kälsang Nyima Ringang, een voormalig Mipön van Lhasa.
Rinchhengang is feitelijk de naam van het familielandgoed in de buurt van Tölung ten noorden van Lhasa.

## Studie
Hij is een van de Tibetaanse jongens die in 1913 voor training naar Rugby School in het Verenigd Koninkrijk werd gezonden; de anderen waren Kyibu II, Möndro en Gongkar. De reis stond onder leiding van Lungshar. Verder kreeg hij studie in elektrische en hydro-elektrische techniek. In 1918 keerde hij terug naar Tibet. In 1919 werd hij echter opnieuw naar Engeland gezonden en kwam van deze studiereis terug in 1924, terwijl hij ook een hydro-elektrische installatie meebracht.
Ringang wordt omschreven als een van de pienterste van die groep en na zijn tweede terugkomt uit Engeland was hij gepromoveerd tot graduate in de elektrotechniek. Deze studiereizen waren georganiseerd door Sir Charles Bell en de dertiende dalai lama. Een ander groepslid was bijvoorbeeld Kyibu II.

## Loopbaan
Vanaf 1921 werkte hij als functionaris voor de regering van historisch Tibet. Hij genoot vertrouwen van de dertiende dalai lama. In 1933 werd hij benoemd tot een van de gemeentelijke functionarissen (Nyertshangnga) en tot Dzongpön van Burang. Hij bezocht de Dzong van Burang echter niet, maar bleef wonen in Lhasa. In Drabchi bij Lhasa zette hij in 1935 Drabchi Lekhung, de eerste hydro-elektrische centrale op.
In de jaren 30 deed hij werk als tolk Engels voor de Kashag; in 1933 deed hij dit werk bijvoorbeeld ook voor de Brit Williamson. In 1937 werd hij bevorderd tot regeringsfunctionaris 3e klas. In september 1943 werd hij assistent van het ministerie van buitenlandse zaken. Anderhalf jaar later overleed hij.